# Distrito de Mat
El distrito de Mat (en albanés: Rrethi i Matit) fue uno de los 36 ex-distritos de Albania. Toma su nombre del río Mat, que fluye a través de la región. Tenía una población de 62000 habitantes (2004) y una superficie de 1028 km². Se ubicaba en la parte central del país, teniendo como capital a la ciudad de Burrel.
El distrito estaba constituido por los siguientes municipios:
- Baz
- Burrel
- Derjan
- Gurrë
- Klos
- Komsi
- Lis
- Macukull
- Rukaj
- Suç
- Ulëz
- Xibër